# Warten bis der Frieden kommt
Warten bis der Frieden kommt ist der zweite Teil einer autobiographischen Romantrilogie von Judith Kerr. Das Buch erschien 1975 zunächst in englischer Sprache unter dem Titel The Other Way Round. Die Übersetzung ins Deutsche, die 1975 erstmals veröffentlicht wurde, besorgte Annemarie Böll.

## Inhalt
Warten bis der Frieden kommt ist die Fortsetzung zu Als Hitler das rosa Kaninchen stahl, schließt aber nicht nahtlos an die Geschehnisse, die in diesem Buch geschildert werden, an. Als Hitler das rosa Kaninchen stahl endete mit dem Umzug der exilierten Familie – Judith Kerr ist die Tochter des Schriftstellers Alfred Kerr und seiner Ehefrau Julia und die jüngere Schwester von Michael Kerr, der in den Romanen „Max“ heißt, während sie sich selbst mit ihrem zweiten Vornamen „Anna“ nennt, – von Paris nach London im Jahr 1935. Anlass für diese Übersiedlung war die Tatsache, dass der Vater, im Buch in der Regel „Papa“ genannt, ein Filmdrehbuch an einen ungarischen Regisseur in England verkaufen konnte, und dass er während der Wirtschaftskrise in Frankreich nicht mehr genug verdienen konnte, um seine Familie zu ernähren. Ein Neuanfang in London schien damals hoffnungsvoll.
Nun, am 4. März 1940, dem siebten Jahrestag der Flucht der Familie aus Berlin, hat sich die Lage geändert. Annas Vater, der zweisprachig aufgewachsen ist und in Frankreich auch in der Landessprache publizieren konnte, hat nur unzureichende Englischkenntnisse, kann nur selten einen Artikel oder den Text für ein Flugblatt verkaufen und hat somit fast kein Einkommen mehr. Seine Ehefrau versucht mit Büroarbeit, die sie aber nie gelernt hat, die Familie durchzubringen. Ihre Einkünfte reichen gerade für zwei billige Hotelzimmer für sich und ihren Mann. Der Sohn Max hat zum Glück ein Stipendium für ein Studium in Cambridge erhalten und Anna, die nach der Mittleren Reife ihre Schullaufbahn in einem unangenehmen Internat beendet hat, wohnt vorerst kostenfrei bei der befreundeten amerikanischen Familie Bartholomew. Als sie an jenem Tag, mit dem die Erzählung einsetzt, feststellen muss, dass sie die 4 Pennies Fahrgeld für die Untergrundbahn verloren zu haben scheint, die sie bräuchte, um Mama und Papa in ihrem Hotel zu besuchen, beschließt sie, sich eine Stelle zu suchen, um selbst für ihren Lebensunterhalt aufkommen zu können – wenig später, als die Bartholomews angesichts der Bombengefahr in London in die USA zurückkehren, wird dies auch bitter nötig werden. 
Mit Hilfe einer Flüchtlingsorganisation kann sie einen Sekretärinnenkurs belegen und erhält schließlich, nachdem sie als gebürtige Deutsche von zahlreichen militärischen und staatlichen Stellen abgelehnt worden ist, Arbeit bei der Ehrenwerten Mrs. Hammond. Diese leitet eine Organisation des Roten Kreuzes, die für die Produktion und Verteilung von Kleidungsstücken für Soldaten zuständig ist. 
Einst von Mamas Vetter Otto bei der Ankunft in London empfangen, hält die Familie auch weiterhin Kontakt zu diesem Vetter und seinen Verwandten: Tante Niedlich, seine Mutter, hat es geschafft, ihren Mann Viktor aus einem Konzentrationslager freizukaufen und nach London zu bringen, wo sie nun im Keller eines Hauses lebt, dessen übrige Räume sie vermietet hat. Viktor hat einen Gehirnschaden erlitten, ist nicht mehr arbeitsfähig und erkennt seine eigene Familie nicht mehr, und Otto, eigentlich promovierter Physiker, arbeitet in einer Schuhfabrik. Eines Tages erhält Mama von Tante Niedlich eine Broschüre der Londoner Stadtverwaltung, in der, etwa in der Art eines Volkshochschulverzeichnisses, zahlreiche preiswerte Kurse angeboten werden, darunter auch Zeichenkurse. 
Anna, die immer schon gern gezeichnet hat, meldet sich zunächst für einen, später für mehrere dieser Zeichenkurse an und hat so eine abendfüllende Beschäftigung. Es dauert nicht lange, und sie verliebt sich in ihren Lehrer, John Cotmore, der ungefähr 40 Jahre alt ist und sich von seiner Frau getrennt hat. 

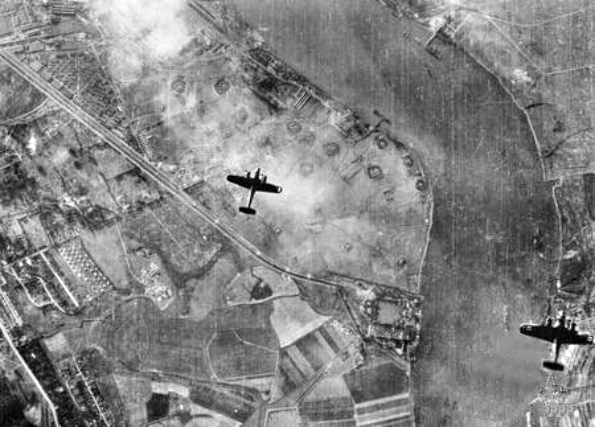
Deutsche Bomber über London

Währenddessen wird die Kriegslage immer kritischer. Als die Invasion der Deutschen erwartet wird, werden viele Männer ausländischer Staatsangehörigkeit im Küstengebiet als „feindliche Ausländer“ in Lagern interniert. Max und Otto landen beide in einem Lager auf der Insel Man. Max, der kurz vor seinem juristischen Examen steht, nimmt kaum Kleider, sondern nur seine Fachliteratur mit, und schreibt empörte und verzweifelte Briefe an seine Familie. Die Eltern bemühen sich auch nach Kräften, ihren Sohn aus diesem Lager freizubekommen, haben aber zunächst ebenso wenig Erfolg wie sein alter Schulleiter Mr. Chetwyn. Erst als Mama eines Tages in einer Zeitung eine sehr positive Rezension eines Filmes über die Drangsale, die deutsche Flüchtlinge erleiden müssen, ehe sie ihr eigenes Land verlassen können, liest, wendet sich das Blatt. Mama, empört darüber, dass diese Flüchtlinge zwar einerseits vom Verfasser der Rezension, einem englischen Minister, bedauert werden, andererseits aber in Großbritannien in Lagern eingesperrt werden, schreibt dem Rezensenten einen Brief, in dem sie Maxens Situation schildert. Zwei Tage später wird dieser freigelassen und kommt, mitten in einem Bombenangriff, nach London. Er beschließt, aus Dankbarkeit gegenüber Mr. Chetwyn, der dies dringend wünscht, ein Jahr lang als Lehrer zu arbeiten, danach aber zur Army zu gehen. Dem stellen sich Schwierigkeiten entgegen, weil er sich zwar längst als Engländer fühlt, aber noch nicht naturalisiert worden ist. Schließlich kann die Ehrenwerte Mrs. Hammond, die ihre Beziehungen spielen lässt, helfen, und Max kämpft als Angehöriger eines Fliegergeschwaders in der englischen Armee. Otto hingegen, der mit ihm interniert war, meldet sich für einen Transport nach Kanada, kommt von dort in die USA und erhält eine Stelle bei einem wichtigen Projekt, über das sogar Präsident Roosevelt ständig informiert wird und an dem auch Einstein beteiligt ist.
Anna wird von John Cotmore eines Tages aufgefordert, sich einmal ein größeres Projekt vorzunehmen, etwa die Illustration eines Buches oder das Bemalen einer Wand. Sofort ist sie von der Idee mit der Wand elektrisiert und findet auch bald ein geeignetes Objekt: Ein Café mit neun langweiligen cremefarbigen Wänden, die sie in den folgenden Wochen, nachdem sie das Besitzerpaar von ihrer Idee überzeugen konnte, mit Szenen aus der viktorianischen Zeit bemalt. In diesen Wochen kommt sie kaum dazu, ihre Zeichenkurse zu besuchen, und verbringt auch die Wochenenden nur bei ihrem Werk. Als es fertiggestellt ist, lädt sie die Teilnehmer der Kurse samt Cotmore zur Feier in das Lokal ein, ist stolz auf ihren Erfolg, muss aber feststellen, dass Cotmore sie plötzlich merkwürdig kühl behandelt. Wenig später, als sie zusammen mit Papa ein Konzert besucht, zu dem ein anderer Kursteilnehmer ein Bündel Karten bekommen hat, muss sie feststellen, dass Cotmore mittlerweile eine Beziehung mit Barbara, einer Endzwanzigerin, die ebenfalls bei ihm Zeichnen lernt, hat. 
Tags darauf erleidet Papa einen Schlaganfall, und Anna, deren Welt zusammengebrochen ist, kann auch aus diesem Grund die Zeichenkurse nicht mehr besuchen. Als es ihrem Vater wieder besser geht, fragt er schließlich nach, warum sie nicht mehr zeichnet, und besteht darauf, dass sie wieder ihre Kurse besucht. Anna befolgt seine dringende Bitte, hat aber lange Zeit das Gefühl, nichts mehr zustande bringen zu können. Erst gegen Ende des Krieges, als bereits die aufs Land verschickten Kinder wieder nach London zurückkehren, kommt ihr Interesse an der Kunst plötzlich zurück. Sie beginnt wieder zu zeichnen und erhält schließlich ein dreijähriges Stipendium für ein Kunststudium. Max, dessen Geschwader aufgelöst worden ist, spricht gegen Ende des Buches mit seiner Schwester über die Eltern. War es bislang immer so, dass die Kinder sich sicher fühlten und nicht unter ihrem Flüchtlingsdasein litten, solange sie mit den Eltern zusammen waren, scheint sich die Situation inzwischen gewandelt zu haben. Nun sind es Mama und Papa, denen Max und Anna das Gefühl der Sicherheit geben müssen.

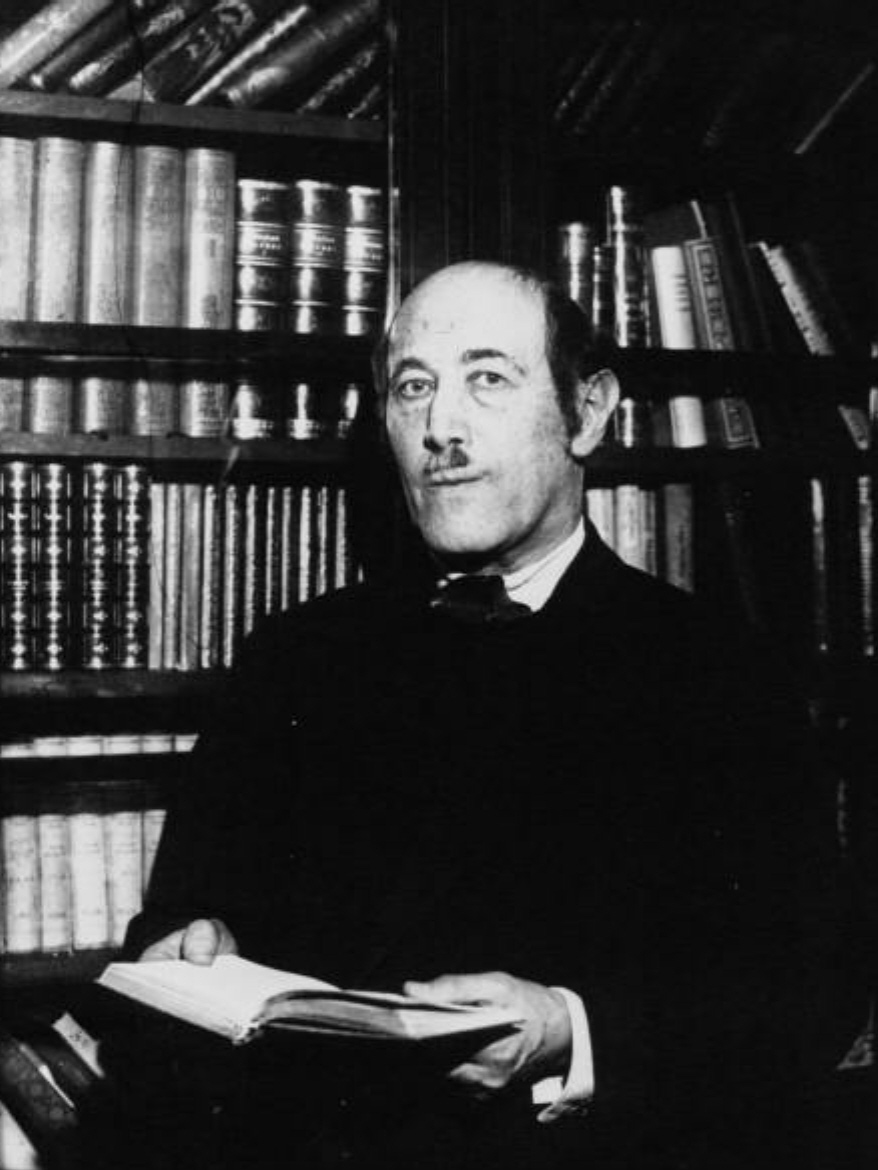
Alfred Kerr

Diesem Schluss entspricht das Statement der Autorin, das diese einmal in einem Interview abgab: Die Romane seien weniger Romane über Anna selbst als Romane über deren Eltern. Nicht zufällig ist dem Roman auch ein Gedicht Alfred Kerrs vorangestellt, in dem die Worte „Eltern... bleiben“ mehrfach wiederholt werden.
Wie wichtig das eigene Erleben für Judith Kerrs Schaffen war, fasste 2013 Othmar Hicking mit dem Satz zusammen, „dass bei Judith Kerr in ganz besonderer Weise Leben und Werk immer eng verschränkt sind, das eigene Leben die primäre künstlerische Inspirationsquelle für das Werk und das Werk ohne das gelebte Leben nicht vorstellbar ist.“ In Warten bis der Frieden kommt führt Anna nach dem Begräbnis ihres Onkels Viktor ein Gespräch mit Papa. Sie ist verzweifelt ob der Vorstellung, dass ihr Vater das Leben in der Emigration als sinnlos ansehen könnte: 
Ich bin ein Mensch, der schreibt, sagte er, als Schriftsteller muss man wissen. Hast du das noch nicht gemerkt?

Ich bin kein Schriftsteller, sagte Anna. 

Vielleicht wirst du eines Tages auch schreiben. Aber selbst ein angehender Maler... Er zögerte einen Augenblick. Es gibt da etwas in mir, sagte er vorsichtig, völlig getrennt von allem anderen. Es ist wie ein kleiner Mann, der hinter meiner Stirn sitzt. Und was immer geschehen mag, er beobachtet es. Selbst, wenn es etwas Schreckliches ist. Er beobachtet, wie ich mich fühle, was ich sage, daß ich aufschreien möchte, daß meine Hände anfangen zu zittern. Und er sagt: Wie interessant! Wie interessant doch zu wissen, daß es so ist.

Ja, sagte Anna. Sie wusste, daß sie auch so einen kleinen Mann wie Papa besaß [...]
In Eine Art Familientreffen, das zehn Jahre später spielt, führt Kerr die Trilogie zu einem Ende.

## Biographische Bezüge
Judith Kerr hat mittlerweile die realen Namen einiger Personen, die in Warten bis der Frieden kommt eine Rolle spielen, genannt. Der Zeichenlehrer, in den sie sich, ebenso wie ihre Freundin Peggy Fortnum, verliebt hatte, war John Farleigh. Ihre Arbeitgeberin beim Roten Kreuz hieß in Wirklichkeit The Honorable Mrs. Gamage.

## Rezeption
Yvonna-Patricia Alefeld sah in Warten bis der Frieden kommt eine Behandlung von „der Jugendliteratur bisher fremden Themen wie Krieg, Emigrantenschicksale u. Holocaust“, die neben traditionelleren Motiven wie den Schwierigkeiten der Adoleszenz und der ersten Liebe der Protagonistin auftauchten. Auch Heike Schwering betonte, dass Judith Kerr, zusammen mit wenigen anderen Schriftstellern, eine Ausnahme bilde. Etwa bis 1980 sei die Epoche des Nationalsozialismus in Jugendbüchern kaum thematisiert worden.
Ulrike Schimming stellte den Wert des Buches als Zeitdokument in den Vordergrund: „Warten bis der Frieden kommt besticht durch die authentische Schilderung der Bombardierung Londons. Sie macht deutlich, wie sehr die britische Metropole unter den Angriffen der Deutschen gelitten hat.“ Ihre Ergänzung, Kerrs Werk enthalte „eine der sensibelsten Darstellungen von Flucht“ und sie zeige, „dass Kinder sehr viel vom Leid der Erwachsenen mitbekommen, aber auch durchaus in der Lage sind, sich in neue Situationen einfinden und ein glückliches Leben führen zu können“, bezieht sich wohl mehr auf den ersten Teil der Trilogie, passt aber auch zum zweiten und dritten.
Warten bis der Frieden kommt war 1975 auf der Auswahlliste zum Buxtehuder Bullen und 1976 auf der Auswahlliste zum Deutschen Jugendbuchpreis.